# 中伙铺镇
中伙铺镇，是中华人民共和国湖北省咸寧市赤壁市下辖的一个乡镇级行政单位。

## 行政区划
中伙铺镇下辖以下地区：
中伙铺村、南山村、高桥村、十八里畈村、琅桥村、安丰村、杨家岭村、罗县村、李家港村、董家岭村、长山村、泉洪村、洪水铺村和官庄村。

## 交通
- 京广铁路：中伙铺站